# Bennelong

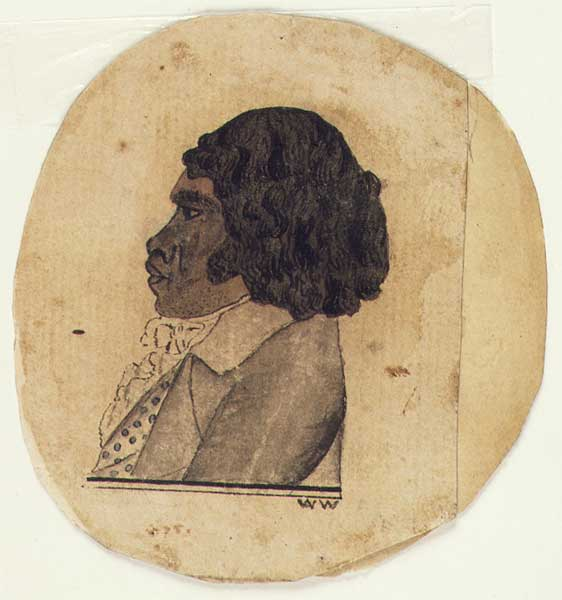
Bennelong

Woollarawarre Bennelong (c. 1764 – 3 de enero de 1813) (también: "Baneelon") fue un miembro de los Eora, un pueblo aborigen australiano del área de Port Jackson que vivió en la época del primer asentamiento británico en Australia, en 1788. Bennelong sirvió como interlocutor entre los Eora y los británicos, tanto en Sídney como en el Reino Unido.

## Contacto con Phillip
Arthur Phillip, que estaba bajo las instrucciones del rey  Jorge III para establecer relaciones con las poblaciones indígenas. En aquel momento la Eora concienzudamente había evitado el contacto con los recién llegados, y en su desesperación Phillip recurrió a secuestrar . Fue capturado un hombre llamado Arabanoo, pero, como muchos otros pueblos aborígenes cerca del asentamiento, murió en una epidemia de viruela unos meses más tarde, en mayo de 1789.
Bennelong fue capturado en noviembre de 1789 como parte del plan de Phillip para aprender la lengua y costumbres de la gente local. Su edad, en el momento de su captura, se estimó en 25, y fue descrito como 'de buena estatura y resuelto'. Más tarde escapo y tres meses después de su escape, él hirió a Phillip en el hombro, probablemente como venganza por el secuestro. Sin embargo se mantuvieron buenas relaciones y como gesto se le dio el nombre aborigen Wolawaree a Phillip.

## Aportes
- Un parque en la zona de punta Kissing al norte de Sídney, cerca de donde murió Bennelong, es llamado hoy Bennelong Park.
- Bennelong Point, es el sitio geográfico donde se localiza la Ópera de Sídney.
- Un género  de Ostracoda endémico de  Australia y Nueva Zelanda,  la   Bennelongia ha sido nombrado en 1981.[7]